# Пиратский круг
Пиратский круг — мореходный маршрут, использовавшийся англо-американскими пиратами, преимущественно в конце XVII столетия и некоторое время в начале 1720-х годов. Корабли, следовавшие по Кругу, начинали путь из западной Атлантики, огибали южную оконечность Африки, делали остановку на Мадагаскаре, а затем брали курс к побережью Йемена или в Индию. Пиратский круг имел множество точек пересечения с маршрутами торговых судов, в частности, принадлежавших Британской Ост-Индской компании.

## География
Пиратский круг брал начало из нескольких атлантических портов, среди которых были Бермудские острова, Нассау, Нью-Йорк и Ла-Корунья — в зависимости от того, где собиралась пиратская команда. Затем корабли шли на юго-юго-восток, вдоль побережья Африки, часто через острова Мадейра. Обогнув мыс Доброй Надежды, пиратские корабли направлялись через Мозамбикский пролив на север Мадагаскара. На Мадагаскаре суда часто кренговали и ремонтировали, а также пополняли запасы провизии перед дальнейшим путешествием. Среди важных пиратских баз на Мадагаскаре были Рантер-Бэй и остров Святой Марии, обе на северо-восточной стороне острова. Перед тем как выйти на конечную прямую, пираты иногда использовали для стоянки и Коморские острова.
С Мадагаскара или Коморских островов пиратам открывались несколько наиболее выгодных направлений. Чаще всего их корабли направлялись на остров Перим или в окрестности порта Моха у выхода из Красного моря. Здесь была идеальная позиция для нападений на могольские суда, особенно учитывая оживлённое морское движение между Суратом и Меккой (этим маршрутом двигались мусульманские паломники, совершавшие хадж). Другой пиратский маршрут шёл к берегам Малабара и Короманделя, где можно было охотиться на могольских торговцев или шедшие с богатым грузом корабли ост-индских компаний. Ост-индских торговцев пираты могли встретить и у острова Реюньон.
В случае удачного плавания пираты могли затем вернуться в Атлантику, следуя тем же путём в обратном направлении. Обычно они опять делали стоянку на Мадагаскаре, запасались провизией, чинили корабли и, иногда, ожидали смены муссона.

## История Пиратского круга
Периоды наибольшей активности Пиратского круга пришлись на 1693—1700 годы, а затем — на 1719—1721. Историк Дэвид Кордингли пишет о Пиратском круге следующим образом: «Некоторые пираты совершали добавочное путешествие вокруг мыса Доброй Надежды в Индийский океан и нападали затем на суда, гружёные экзотическими товарами из Индии. Этот маршрут позже получил название Пиратского круга». Дженифер Маркс пишет, что «Честолюбивые морские бродяги начали отправляться на восток, путём, который позже назвали Пиратским кругом, путём, который в течение тридцати лет, начиная с 1690 года, связывал порты Карибского моря и североамериканские колонии с Мадагаскаром».

### Первая вспышка пиратства
Англо-американское пиратство в Индийском океане берёт начало со времён короля Якова I, но большую часть XVII века главной целью англо-американских пиратов была Испанская империя. Собственно Пиратский круг как главный маршрут англо-американских пиратов появился в 1693 году с плавания Томаса Тью, огромная добыча и малые потери которого привлекли внимание других пиратов.
Залогом первоначального успеха Пиратского круга был торговый маршрут между Адамом Болдриджем на острове Святой Марии и торговцем Фредериком Филипсом в Нью-Йорке. Болдридж покупал шкиперское имущество, одежду, алкоголь и другие товары с тем, чтобы снабжать ими пиратов на Мадагаскаре. Отъезд Болдриджа с Мадагаскара в 1697 году стал одной из причин упадка Круга.
Одним из наиболее успешных пиратов Круга был Генри Эвери, которому удалось захватить личный корабль индийского императора Аурангзеба. Добыча Эвери составила более 325 тыс. фунтов стерлингов. Возмущённый император закрыл четыре фактории Ост-Индской компании, которая в свою очередь обратилась к парламенту с просьбой остановить пиратов. Парламент принял решение нанять капера для охоты за пиратами, однако выбранный капер, капитан Уильям Кидд, примкнул к пиратам Круга, сделав несколько безуспешных попыток ограбить могольские суда и сопровождавшие их корабли Ост-Индской компании. В конце концов ему удалось, подняв французский флаг, захватить ост-индский корабль «Кедахский купец», взяв при этом богатую добычу.
Другим известным пиратом Круга был Роберт Каллифорд, долгое время сотрудничавший с Киддом. К нему в конце концов дезертировала большая часть команды Кидда.
Плавания Джона Боуэна, Томаса Говарда и Томаса Уайта (все в 1700 году) положили конец первому периоду популярности Пиратского круга.

### Период упадка
В период с 1700 по 1718 год Пиратский круг пришёл в упадок. База Болдриджа на Мадагаскаре прекратила своё существование, индийские и арабские купцы усилили охрану торговых кораблей, а начавшаяся Война за испанское наследство предоставила англо-американским пиратам законную и менее хлопотную возможность заниматься грабежом в роли каперов.
Выход Британии из войны в 1713 году привёл к резкому росту пиратства в Карибском море, но не оживил Пиратского круга. В 1718 году Вудс Роджерс усмирил Нассау, а колониальные власти Вирджинии и Южной Каролины начали активные кампании против пиратов, уничтожив Чёрную Бороду, Стида Боннета и Ричарда Уорли. Пираты Карибского моря и Атлантики начали поиски более безопасных вод, что привело к короткому оживлению Пиратского круга. В то же время Джеймс Плентен основал на Мадагаскаре новую пиратскую базу в Рантер-Бэй.

### Краткое возрождение
Среди последних пиратов, посещавших Мадагаскар в 1719—1721 годах, были Эдвард Ингленд, Джон Тейлор, Оливье Левассёр и Кристофер Конден. Тейлор и Левассёр взяли крупнейшую в истории Пиратского круга добычу, португальский корабль «Nossa Senhora Do Cabo». Произошло это в 1721 году у Реюньона. Добыча составила почти 800 тыс. фунтов стерлингов. Плавания Кондена также проходили успешно, а Ингленда команда  высадила на необитаемый остров, где он вскоре умер.
Несмотря на успехи Тейлора, Левассёра и Кондена, Пиратский круг вновь быстро угас. Последние великие пиратские капитаны, Эдвард Лау, Джордж Лоутер и Бартоломью Робертс, пренебрегали этим маршрутом. Плентен покинул Мадагаскар в 1728 году. Усиливающееся противодействие Британской Ост-Индской компании, соперничество со стороны индийских пиратов и закат Могольской империи, после которого Индию охватила гражданская война, привели ко второму, окончательному упадку Пиратского круга.